# 西線16条停留場
西線16条停留場（にしせんじゅうろくじょうていりゅうじょう）は、北海道札幌市中央区にある札幌市交通事業振興公社（札幌市電）山鼻西線の停留場である。停留場番号はSC09。山鼻西線の通る福住桑園通と豊水通の延長である南16条通の交差点にある。
平日の朝ラッシュ時には内回り当停留場止まり、折り返し外回り当停留場始発が設定されている。

## 歴史
- 1931年（昭和6年）11月23日 [4]路線新設に伴い「南16条」の名称で停留場開業（単線）。
- 1950年（昭和25年）3月24日 「西線16条」に改称。
- 1951年（昭和26年）10月5日 複線化。
- 1984年（昭和59年） 電車接近表示灯を設置[5]。
- 2001年（平成13年）4月1日 停留場名のひらがな・ローマ字表記を「にっせん-（Nissen-）」から「にしせん-（Nishisen-）」に変更。
- 2015年（平成27年）4月1日 停留場番号を設定[6]。

## 停留場構造
2面2線の対向式。交差点を挟んで北側の南16条西14丁目に内回り（ロープウェイ入口方面）、南側の南17条西14丁目に外回り（西線14条方面）の乗り場があり、安全地帯が設けられている。安全地帯にはロードヒーティングが施され、上屋が設置されている。
外回り乗り場の南側には渡り線があり、折返し運転の際に使用される。内回りの乗り場からさらに南へ進み、本線上で一旦停止してから渡り線に入る。

## 停留場周辺
- 山鼻郵便局
- 北洋銀行西線支店
- 司法研修所札幌分室
- ジェイ・アール北海道バス（琴似営業所）「西線16条」停留所[7]
- ラルズマート 伏見店

## 隣の停留場
札幌市交通事業振興公社
山鼻西線
西線14条停留場 (SC08) - 西線16条停留場 (SC09) - ロープウェイ入口停留場 (SC10)